# نووموسینو (شهرستان چیشمینسکی، باشقیرستان)
نووموسینو (انگلیسی: Novomusino, Chishminsky District, Republic of Bashkortostan) یک شهرک در شهرستان چیشمینسکی در استان باشقیرستان کشور روسیه است.